# Lucy Joan Slater
Lucy Joan Slater (* 5. Januar 1922 in Cambridge; † 4. Juni 2008 ebenda) war eine britische Mathematikerin und Informatikerin.
Lucy Slater wuchs in Portsmouth auf. Ihr Vater John Wardle Slater (1892–1931) war Chemiker bei der Admiralität, ihre Mutter Lucy Slater (geborene Dalton of Oldham, 1893–1975) war klassische Philologin. Lucy Joan Slater wurde 1950 an der Universität London bei Wilfrid Norman Bailey promoviert (Functions of hypergeometric type).  Anfang der 1950er Jahre war sie eine Pionierin in der Entwicklung von Betriebssystemen für die frühen Computer in Cambridge. Später arbeitete sie im britischen öffentlichen Dienst in der Entwicklung von Programmen für die Ökonometrie. Sie liegt in Cambridge (Ascension Burial Ground) neben ihrer Mutter begraben.
Sie befasste sich mit Hypergeometrischen Reihen und Funktionen (unter anderem Verallgemeinerungen der Rogers-Ramanujan-Identitäten).

## Schriften
- Confluent hypergeometric functions, Cambridge University Press 1962
- Generalized hypergeometric functions. Cambridge University Press, Cambridge 1966, S. xiii, 273.
- Computing the State of the Economy. In: Computer Journal. Band 9, Nr. 1, 1966, S. 11–15, doi:10.1093/comjnl/9.1.11.
- Fortran Programs for Economists. Cambridge University Press, Cambridge 1967, ISBN 978-0-521-06485-9, S. 160.
- First steps in basic Fortran. 1. Auflage. Chapman and Hall, London 1971, ISBN 978-0-412-10120-5, S. 104.
- More Fortran programs for economists, Cambridge University Press, 1972
- GEM: a general econometric matrix program, Cambridge University Press, 1976
- mit H. M. Pesaran: Dynamic regression: theory and algorithms, Halsted Press, 1980
- Further Identities of the Rogers-Ramanujan Type, Proc. London Math. Soc. Ser. 2, Band 54, 1952, S. 147–167